# Бюрганы (село)
Бюрга́ны (тат. Боерган, чув. Пӳркел) — село в Буинском районе Республики Татарстан, административный центр Бюрганского сельского поселения.

## Этимология
Топоним произошел от ойконима «Боерган» (Бюрганы).

## География
Село находится на реке Чильча, в 19 км к югу от районного центра — города Буинска. 

## История
Село основано в середине XVII века. В XIX – первой половине XX века в официальных источниках учитывалось как два населённых пункта – Татарские Бюрганы и Чувашские Бюрганы.
До 1860-х годов жители относились к категории удельных (до 1797 года – дворцовых) крестьян. Основные занятия жителей в этот период – земледелие и скотоводство.
В «Списке населенных мест по сведениям 1859 года», изданном в 1863 году, населённый пункт упомянут как удельная деревня Бюрганы 1-го стана Буинского уезда Симбирской губернии. Располагалась на левом берегу речки Малой Тильчи, по правую сторону Казанского почтового тракта, в 17 верстах от уездного города Буинска и в 29 верстах от становой квартиры во владельческой деревне Малая Цыльна. В деревне в 99 дворах жили 895 человек (461 мужчина и 434 женщины). Были мечеть и сельское училище.
В начале XX века функционировали церковь, 2 мечети, 2 мектеба, школа Министерства народного просвещения. В этот период земельный надел сельской общины составлял 2191,7 десятины.
До 1920 года село входило в Бурундуковскую волость Буинского уезда Симбирской губернии. С 1920 года в составе Буинского кантона ТАССР. С 10 августа 1930 года – в Буинском, с 10 февраля 1935 года – в Будённовском (с 29 ноября 1957 года – Цильнинский), с 12 октября 1959 года в Буинском районах.
В 1931 году был организован колхоз «Гигант», с 1994 года коллективное хозяйство «Победа», с 2003 года сельскохозяйственный производственный кооператив «Победа», с 2004 года ООО «Агрофирма «Родина», затем ООО «Агрофирма имени В. Чернова», с 2011 года ООО «Агрофирма «Тахарьял», с 2013 года ООО «Ак Барс Буинск».
В годы Великой Отечественной войны в селе размещался детский дом для эвакуированных из Ленинграда детей (в здании церкви и в одном из зданий школы).

## Население
| 1859 | 1897 | 1913 | 1920 | 1926 | 1938 | 1949 | 1958 | 1970 | 1979 | 1989 | 2002 | 2010 | 2015 |
| ---- | ---- | ---- | ---- | ---- | ---- | ---- | ---- | ---- | ---- | ---- | ---- | ---- | ---- |
| 895  | 1985 | 2352 | 2210 | 2098 | 1880 | 843  | 1597 | 1691 | 1679 | 857  | 773  | 665  | 637  |

Национальный состав села: чуваши – 59%, татары – 39% (2015 год).

## Экономика
Жители занимаются полеводством, мясо-молочным скотоводством.

## Инфраструктура
В селе действуют средняя школа (с 1919 г. как начальная), детский сад, дом культуры, библиотека, фельдшерско-акушерский пункт.

## Религия
Мечеть (1996 год), церковь Казанской иконы Божией Матери (2013 год).

## Достопримечательности
Дом-музей И. Н. Юркина (с 1998 г.).

## Известные люди
- Н. З. Кадыров (1926–1993) – Герой Социалистического Труда, участник Великой Отечественной войны, кавалер орденов Ленина (трижды), Отечественной войны второй степени
- И. Н. Юркин (1863–1943) – писатель, этнограф, фольклорист, один из родоначальников чувашской художественной литературы